# 西公园站
西公园站（德語：U-Bahnhof Westpark）是慕尼黑地铁6号线位于慕尼黑森德灵的一座车站，毗邻慕尼黑西公园。